# All the King's Men (film fra 2006)
All the King's Men er en amerikansk filmatisering fra 2006 af Robert Penn Warrens roman af samme navn. Filmen er instrueret af Steven Zaillian og har bl.a. Sean Penn, Jude Law, Kate Winslet og Anthony Hopkins på rollelisten.

## Medvirkende
| Skuespiller        | Rolle                      |
| ------------------ | -------------------------- |
| Sean Penn          | Willie Stark               |
| Jude Law           | Jack Burden                |
| Kate Winslet       | Anne Stanton               |
| Anthony Hopkins    | Judge Irwin                |
| James Gandolfini   | Tiny Duffy                 |
| Patricia Clarkson  | Sadie Burke                |
| Mark Ruffalo       | Adam Stanton               |
| Kathy Baker        | Mrs. Burden                |
| Travis Champagne   | Tom Stark                  |
| Jackie Earle Haley | Roderick "Sugar Boy" Ellis |
| Connor Fux         | Tennisdreng                |
| Montgomery John    | 11-årige Adam Stanton      |